# Kategoria e Parë 1987-1988
La Kategoria e Parë 1987-1988 fu la 49ª edizione della massima serie del campionato albanese di calcio disputata tra il 20 agosto 1987 e il 29 maggio 1988 e conclusa con la vittoria del 17 Nëntori al suo tredicesimo titolo.
Capocannoniere del torneo fu Agustin Kola (17 Nëntori) con 18 reti.

## Formula
Come nella stagione precedente le squadre partecipanti furono 14 e disputarono una prima fase con andata e ritorno per un totale di 26 partite.
Venne poi giocata una seconda fase in cui le prime 6 furono inserite in un girone di playoff dove disputarono ulteriori 10 partite partendo dai punti conquistati nella prima fase mentre le classificate dalla settima alla dodicesima posizione giocarono un girone di playout al termine del quale l'ultima fu retrocessa in Kategoria e Dytë insieme alla tredicesima ed alla quattordicesima classificata nella prima fase.
Le squadre qualificate alle coppe europee furono due: la vincente del campionato fu ammessa alla Coppa dei Campioni 1988-1989 e la vincente della coppa d'Albania alla Coppa delle Coppe 1988-1989.

## Squadre
| Squadra             | Città        | Stadio | Stagione 1986-1987 |
| ------------------- | ------------ | ------ | ------------------ |
| Labinoti            | Elbasan      |        | 8°                 |
| 17 Nëntori          | Tirana       |        | 6°                 |
| KF Partizani Tirana | Tirana       |        | Campione d'Albania |
| Dinamo Tirana       | Tirana       |        | 4°                 |
| Flamurtari          | Valona       |        | 2°                 |
| Tomori              | Berat        |        | 11°                |
| Vllaznia            | Scutari      |        | 3°                 |
| Skënderbeu          | Coriza       |        | 12°                |
| Lokomotiva          | Durazzo      |        | 9°                 |
| Luftëtari           | Argirocastro |        | 5°                 |
| 31 Korriku          | Burrel       |        | Kategoria e Dytë   |
| Besëlidhja          | Alessio      |        | Kategoria e Dytë   |
| Besa Kavajë         | Kavajë       |        | 10°                |
| Apolonia            | Fier         |        | 7°                 |

## Classifica prima fase
|  | Pos. | Squadra      | Pt | G  | V  | N  | P  | GF | GS | DR  |
|  | ---- | ------------ | -- | -- | -- | -- | -- | -- | -- | --- |
|  | 1.   | 17 Nëntori   | 33 | 26 | 11 | 11 | 4  | 41 | 20 | +21 |
|  | 2.   | Flamurtari   | 29 | 26 | 10 | 9  | 7  | 38 | 27 | +11 |
|  | 3.   | Labinoti     | 29 | 26 | 10 | 9  | 7  | 22 | 19 | +3  |
|  | 4.   | Apolonia     | 28 | 26 | 11 | 6  | 9  | 36 | 28 | +8  |
|  | 5.   | Besa Kavajë  | 28 | 26 | 8  | 12 | 6  | 28 | 22 | +6  |
|  | 6.   | Vllaznia     | 28 | 26 | 11 | 6  | 9  | 30 | 26 | +4  |
|  | 7.   | Besëlidhja   | 28 | 26 | 9  | 10 | 7  | 24 | 28 | -4  |
|  | 8.   | Lokomotiva   | 27 | 26 | 9  | 9  | 8  | 27 | 28 | -1  |
|  | 9.   | Partizani    | 26 | 26 | 9  | 8  | 9  | 38 | 34 | +4  |
|  | 10.  | Skënderbeu   | 26 | 26 | 8  | 10 | 8  | 17 | 26 | -9  |
|  | 11.  | Dinamo       | 25 | 26 | 7  | 11 | 8  | 33 | 32 | +1  |
|  | 12.  | Luftëtari    | 24 | 26 | 7  | 10 | 19 | 19 | 19 | 0   |
|  | 13.  | Tomori Berat | 23 | 26 | 8  | 7  | 11 | 29 | 34 | -5  |
|  | 14.  | 31 Korriku   | 10 | 26 | 3  | 4  | 19 | 22 | 61 | -39 |

Legenda:

      Ammesso ai play-off
      Retrocesso in Kategoria e Dytë
Note:

Due punti a vittoria, uno a pareggio, zero a sconfitta.

## Seconda fase

### Play-off
|                    | Pos. | Squadra     | Pt | G  | V  | N  | P  | GF | GS | DR  |
| ------------------ | ---- | ----------- | -- | -- | -- | -- | -- | -- | -- | --- |
| Albania (bandiera) | 1.   | 17 Nëntori  | 48 | 36 | 18 | 12 | 6  | 59 | 29 | +30 |
|                    | 2.   | Flamurtari  | 41 | 36 | 15 | 11 | 10 | 55 | 38 | +17 |
|                    | 3.   | Labinoti    | 39 | 36 | 14 | 11 | 11 | 31 | 33 | -2  |
|                    | 4.   | Apolonia    | 38 | 36 | 16 | 6  | 14 | 51 | 43 | +8  |
|                    | 5.   | Besa Kavajë | 35 | 36 | 11 | 13 | 12 | 38 | 36 | +2  |
|                    | 6.   | Vllaznia    | 34 | 36 | 13 | 8  | 15 | 40 | 42 | -2  |

### Play-out
|  | Pos. | Squadra    | Pt | G  | V  | N  | P  | GF | GS | DR |
|  | ---- | ---------- | -- | -- | -- | -- | -- | -- | -- | -- |
|  | 7.   | Lokomotiva | 38 | 36 | 11 | 16 | 9  | 34 | 35 | -1 |
|  | 8.   | Besëlidhja | 38 | 36 | 12 | 14 | 10 | 38 | 42 | -4 |
|  | 9.   | Partizani  | 37 | 36 | 12 | 13 | 11 | 51 | 44 | +7 |
|  | 10.  | Skënderbeu | 36 | 36 | 11 | 14 | 11 | 26 | 33 | -7 |
|  | 11.  | Dinamo     | 34 | 36 | 10 | 14 | 12 | 41 | 42 | -1 |
|  | 12.  | Luftëtari  | 33 | 36 | 11 | 11 | 14 | 31 | 34 | -3 |

Legenda:

      Campione d'Albania
      Ammesso alla Coppa delle Coppe
      Retrocesso in Kategoria e Dytë
Note:

Due punti a vittoria, uno a pareggio, zero a sconfitta.

## Verdetti
- Campione: 17 Nëntori
- Qualificata alla Coppa dei Campioni: 17 Nëntori
- Qualificata alla Coppa delle Coppe: Flamurtari
- Retrocessa in Kategoria e Dytë: Luftëtari, 31 Korriku, Tomori